# Liga Nacional de Futsal de 2020
A Liga Nacional de Futsal de 2020 foi a 25ª edição da Liga Nacional de Futsal, a principal competição de clubes de futsal do Brasil, organizada pela Confederação Brasileira de Futsal (CBFS). Devido à pandemia de COVID-19 no Brasil, o seu início foi adiado para o dia 21 de agosto e a fórmula foi modificada, sendo que as equipes foram divididas em três grupos de sete clubes cada, com os clubes classificados avançando para os confrontos eliminatórios da fase final.
Em maio de 2020, a TV Brasil foi anunciada como detentora da transmissão pela TV aberta, após acordo com TFW Marketing Esportivo e a produtora PW, finalizando um hiato de 12 anos sem transmissões em canais abertos de televisão.
O Magnus sagrou-se bicampeão da competição, após derrotar o Corinthians nas finais (1-1 no jogo de ida e 3-0 no jogo da volta).

## Regulamento
Ao contrário das edições anteriores, a Liga Nacional de Futsal 2020 será dividida em chaves. Isto ocorre devido à pandemia de COVID-19 no Brasil, que adiou o início da competição para o dia 21 de agosto. Assim sendo, as equipes foram divididas em três grupos de sete clubes cada, sendo que os grupos A e B possuem clubes da região Sul do Brasil, enquanto os do grupo C integram as regiões Sudeste e Centro-Oeste do país.
Durante a primeira fase, as equipes jogam entre si dentro da sua chave em jogos de ida e volta. Os cinco melhores colocados de cada grupo, juntamente com o sexto melhor colocado avançam ao mata-mata, formando o grupo de dezesseis clubes, semelhante as edições passadas, para a disputa dos play-offs eliminatórios.
Além disso, protocolos de higiene para esta edição incluem partidas sem público até o final da competição, distanciamento social de atletas e membros da comissão técnica, ambientes ventilados e realização de testes para o COVID-19 conforme necessário.

## Participantes
Um total de 21 franquias disputam a Liga Nacional de Futsal na temporada 2020, 18 delas são remanescentes da temporada 2019, havendo três novas equipes, o paranaense Umuarama e o mineiro Praia Clube que retornam ao certame, e o brasiliense Brasília Futsal que estreia no torneio. O Copagril decidiu por não disputar a competição ao anunciar o fim do futsal profissional em novembro de 2019.
| Equipe               | Cidade              | Estado | Em 2019      | Ginásio (mando)                  | Capacidade | Títulos                           |
| -------------------- | ------------------- | ------ | ------------ | -------------------------------- | ---------- | --------------------------------- |
| Assoeva              | Venâncio Aires      | RS     | 12º          | Parque do Chimarrão              | 5 000      | 0 (não possui)                    |
| Atlântico            | Erechim             | RS     | 10º          | CER Atlântico                    | 3 500      | 0 (não possui)                    |
| Blumenau             | Blumenau            | SC     | 19º          | Ginásio B do Sesi                | 5 000      | 0 (não possui)                    |
| Brasília Futsal      | Brasília            | DF     | Não disputou | GPAR do Cruzeiro                 |            | 0 (não possui)                    |
| Campo Mourão         | Campo Mourão        | PR     | 8º           | Valternei de Oliveira            | 1 000      | 0 (não possui)                    |
| Carlos Barbosa       | Carlos Barbosa      | RS     | 5º           | Sérgio Luiz Guerra               | 5 000      | 5 (2001, 2004, 2006, 2009 e 2015) |
| Cascavel             | Cascavel            | PR     | 9º           | Neva                             | 1 200      | 0 (não possui)                    |
| Corinthians Paulista | São Paulo           | SP     | 6º           | Parque São Jorge                 | 6 834      | 1 (2016)                          |
| Foz Cataratas        | Foz do Iguaçu       | PR     | 11º          | Ginásio Costa Cavalcanti         | 1 200      | 0 (não possui)                    |
| Intelli/Dracena      | São Carlos          | SP     | 14º          | Milton Olaio Filho               | 8 000      | 2 (2012, 2013)                    |
| Jaraguá              | Jaraguá do Sul      | SC     | 4º           | Arena Jaraguá                    | 8 500      | 4 (2005, 2007, 2008, 2010)        |
| Joaçaba              | Joaçaba             | SC     | 16º          | Centro de Eventos da UNOESC      | 2 800      | 0 (não possui)                    |
| Joinville            | Joinville           | SC     | 3º           | Centreventos Cau Hansen          | 4 000      | 1 (2017)                          |
| Magnus               | Sorocaba            | SP     | 2º           | Arena Sorocaba                   | 4 000      | 1 (2014)                          |
| Marreco              | Francisco Beltrão   | PR     | 13º          | Arrudão                          | 2 600      | 0 (não possui)                    |
| Minas                | Belo Horizonte      | MG     | 17º          | Arena Vivo                       | 3 600      | 0 (não possui)                    |
| Pato Futsal          | Pato Branco         | PR     | 1º           | Dolivar Lavarda                  | 1 600      | 2 (2018, 2019)                    |
| Praia Clube          | Uberlândia          | MG     | Não disputou | Ginásio Municipal Tancredo Neves | 8 000      | 0 (não possui)                    |
| São José             | São José dos Campos | SP     | 18º          | Tênis Clube                      | 2 500      | 0 (não possui)                    |
| Tubarão              | Tubarão             | SC     | 7º           | Arena Multiuso Estener Soratto   | 3 500      | 0 (não possui)                    |
| Umuarama             | Umuarama            | PR     | Não disputou | Ginásio Amário Vieira da Costa   | 4 800      | 0 (não possui)                    |

## Primeira fase

### Classificação

#### Grupo A
|  | Classificados para os playoffs |
|  | Eliminados                     |

| Pos | Times       | Pts | J  | V  | E | D | GP | GC | SG  |
| --- | ----------- | --- | -- | -- | - | - | -- | -- | --- |
| 1   | Magnus      | 36  | 12 | 12 | 0 | 0 | 51 | 20 | 31  |
| 2   | Corinthians | 18  | 12 | 5  | 3 | 4 | 42 | 29 | 13  |
| 3   | Praia Clube | 16  | 12 | 5  | 1 | 6 | 26 | 31 | -5  |
| 4   | Minas       | 16  | 12 | 4  | 4 | 4 | 37 | 37 | 0   |
| 5   | São José    | 15  | 12 | 4  | 3 | 5 | 33 | 38 | -5  |
| 6   | Intelli     | 12  | 12 | 3  | 3 | 6 | 24 | 32 | -8  |
| 7   | Brasília    | 5   | 12 | 1  | 2 | 9 | 18 | 44 | -26 |

#### Grupo B
|  | Classificados para os playoffs |
|  | Eliminados                     |

| Pos | Times          | Pts | J  | V | E | D | GP | GC | SG  |
| --- | -------------- | --- | -- | - | - | - | -- | -- | --- |
| 1   | Joinville      | 27  | 12 | 8 | 3 | 1 | 34 | 16 | 18  |
| 2   | Carlos Barbosa | 21  | 12 | 6 | 3 | 3 | 27 | 22 | 5   |
| 3   | Cascavel       | 17  | 12 | 4 | 5 | 3 | 17 | 17 | 0   |
| 4   | Atlântico      | 16  | 12 | 4 | 4 | 4 | 23 | 24 | -1  |
| 5   | Foz Cataratas  | 13  | 12 | 3 | 4 | 5 | 19 | 24 | -5  |
| 6   | Marreco        | 12  | 12 | 4 | 0 | 8 | 24 | 28 | -4  |
| 7   | Blumenau       | 9   | 12 | 2 | 3 | 7 | 19 | 32 | -13 |

#### Grupo C
|  | Classificados para os playoffs |
|  | Eliminados                     |

| Pos | Times        | Pts | J  | V | E | D | GP | GC | SG  |
| --- | ------------ | --- | -- | - | - | - | -- | -- | --- |
| 1   | Tubarão      | 24  | 12 | 7 | 3 | 2 | 24 | 18 | 6   |
| 2   | Pato Futsal  | 21  | 12 | 6 | 3 | 3 | 36 | 27 | 9   |
| 3   | Umuarama     | 18  | 12 | 5 | 3 | 4 | 25 | 24 | 1   |
| 4   | Joaçaba      | 14  | 12 | 3 | 5 | 4 | 27 | 27 | 0   |
| 5   | Assoeva      | 13  | 12 | 4 | 1 | 7 | 26 | 37 | -11 |
| 6   | Campo Mourão | 13  | 12 | 3 | 4 | 5 | 24 | 26 | -2  |
| 7   | Jaraguá      | 11  | 12 | 2 | 5 | 5 | 24 | 27 | -3  |

### Ranking dos sextos colocados
|  | Classificado para os playoffs |
|  | Eliminados                    |

| Pos | Times        | Pts | J  | V | E | D | GP | GC | SG |
| --- | ------------ | --- | -- | - | - | - | -- | -- | -- |
| 1   | Campo Mourão | 13  | 12 | 3 | 4 | 5 | 24 | 26 | -2 |
| 2   | Marreco      | 12  | 12 | 4 | 0 | 8 | 24 | 28 | -4 |
| 3   | Intelli      | 12  | 12 | 3 | 3 | 6 | 24 | 32 | -8 |

## Segunda fase
Em itálico, os times que possuem o mando de quadra no primeiro jogo do confronto e em negrito os times classificados.
|  | Oitavas de final | Oitavas de final | Oitavas de final | Oitavas de final |                |             | Quartas de final | Quartas de final | Quartas de final |  |           | Semifinais | Semifinais | Semifinais |  |        | Final | Final | Final | Final | Final |
|  |                  |                  |                  |                  |                |             |                  |                  |                  |  |           |            |            |            |  |        |       |       |       |       |       |
|  |                  |                  |                  |                  |                |             |                  |                  |                  |  |           |            |            |            |  |        |       |       |       |       |       |
|  | 1A               | Magnus           | 0                | 3                |                |             |                  |                  |                  |  |           |            |            |            |  |        |       |       |       |       |       |
|  | 6C               | Campo Mourão     | 0                | 1                |                |             |                  |                  |                  |  |           |            |            |            |  |        |       |       |       |       |       |
|  | 6C               | Campo Mourão     | 0                | 1                |                | Magnus      | 3                | 6                |                  |  |           |            |            |            |  |        |       |       |       |       |       |
|  |                  |                  |                  |                  |                | Magnus      | 3                | 6                |                  |  |           |            |            |            |  |        |       |       |       |       |       |
|  |                  | Cascavel         | 3                | 2                |                |             |                  |                  |                  |  |           |            |            |            |  |        |       |       |       |       |       |
|  | 3B               | Cascavel         | 3                | 2                | Cascavel       | 3           | 2(1)             |                  |                  |  |           |            |            |            |  |        |       |       |       |       |       |
|  | 3B               |                  |                  |                  | Cascavel       | 3           | 2(1)             |                  |                  |  |           |            |            |            |  |        |       |       |       |       |       |
|  | 4A               | Minas            | 3                | 2(1)             |                |             |                  |                  |                  |  |           |            |            |            |  |        |       |       |       |       |       |
|  | 4A               | Minas            | 3                | 2(1)             |                |             |                  |                  |                  |  | Magnus    | 6          | 2          |            |  |        |       |       |       |       |       |
|  |                  |                  |                  |                  |                |             |                  |                  |                  |  | Magnus    | 6          | 2          |            |  |        |       |       |       |       |       |
|  |                  | Tubarão          | 0                | 1                |                |             |                  |                  |                  |  |           |            |            |            |  |        |       |       |       |       |       |
|  | 1C               | Tubarão          | 0                | 1                | Tubarão        | 1           | 1(2)             |                  |                  |  |           |            |            |            |  |        |       |       |       |       |       |
|  | 1C               |                  |                  |                  | Tubarão        | 1           | 1(2)             |                  |                  |  |           |            |            |            |  |        |       |       |       |       |       |
|  | 5A               | São José         | 1                | 1(0)             |                |             |                  |                  |                  |  |           |            |            |            |  |        |       |       |       |       |       |
|  | 5A               | São José         | 1                | 1(0)             |                | Tubarão     | 2                | 6                |                  |  |           |            |            |            |  |        |       |       |       |       |       |
|  |                  |                  |                  |                  |                | Tubarão     | 2                | 6                |                  |  |           |            |            |            |  |        |       |       |       |       |       |
|  |                  | Praia Clube      | 2                | 3                |                |             |                  |                  |                  |  |           |            |            |            |  |        |       |       |       |       |       |
|  | 3C               | Praia Clube      | 2                | 3                | Umuarama       | 3           | 2(1)             |                  |                  |  |           |            |            |            |  |        |       |       |       |       |       |
|  | 3C               |                  |                  |                  | Umuarama       | 3           | 2(1)             |                  |                  |  |           |            |            |            |  |        |       |       |       |       |       |
|  | 3A               | Praia Clube      | 3                | 2(2)             |                |             |                  |                  |                  |  |           |            |            |            |  |        |       |       |       |       |       |
|  | 3A               | Praia Clube      | 3                | 2(2)             |                |             |                  |                  |                  |  |           |            |            |            |  | Magnus | 1     | 3     |       |       |       |
|  |                  |                  |                  |                  |                |             |                  |                  |                  |  |           |            |            |            |  | Magnus | 1     | 3     |       |       |       |
|  |                  | Corinthians      | 1                | 0                |                |             |                  |                  |                  |  |           |            |            |            |  |        |       |       |       |       |       |
|  | 1B               | Corinthians      | 1                | 0                | Joinville      | 5           | 2                |                  |                  |  |           |            |            |            |  |        |       |       |       |       |       |
|  | 1B               |                  |                  |                  | Joinville      | 5           | 2                |                  |                  |  |           |            |            |            |  |        |       |       |       |       |       |
|  | 5C               | Assoeva          | 0                | 1                |                |             |                  |                  |                  |  |           |            |            |            |  |        |       |       |       |       |       |
|  | 5C               | Assoeva          | 0                | 1                |                | Joinville   | 5                | 2(2)             |                  |  |           |            |            |            |  |        |       |       |       |       |       |
|  |                  |                  |                  |                  |                | Joinville   | 5                | 2(2)             |                  |  |           |            |            |            |  |        |       |       |       |       |       |
|  |                  | Pato Futsal      | 1                | 3(0)             |                |             |                  |                  |                  |  |           |            |            |            |  |        |       |       |       |       |       |
|  | 2C               | Pato Futsal      | 1                | 3(0)             | Pato Futsal    | 4           | 5(2)             |                  |                  |  |           |            |            |            |  |        |       |       |       |       |       |
|  | 2C               |                  |                  |                  | Pato Futsal    | 4           | 5(2)             |                  |                  |  |           |            |            |            |  |        |       |       |       |       |       |
|  | 4B               | Atlântico        | 5                | 2(0)             |                |             |                  |                  |                  |  |           |            |            |            |  |        |       |       |       |       |       |
|  | 4B               | Atlântico        | 5                | 2(0)             |                |             |                  |                  |                  |  | Joinville | 2          | 1          |            |  |        |       |       |       |       |       |
|  |                  |                  |                  |                  |                |             |                  |                  |                  |  | Joinville | 2          | 1          |            |  |        |       |       |       |       |       |
|  |                  | Corinthians      | 4                | 3                |                |             |                  |                  |                  |  |           |            |            |            |  |        |       |       |       |       |       |
|  | 2A               | Corinthians      | 4                | 3                | Corinthians    | 1           | 3                |                  |                  |  |           |            |            |            |  |        |       |       |       |       |       |
|  | 2A               |                  |                  |                  | Corinthians    | 1           | 3                |                  |                  |  |           |            |            |            |  |        |       |       |       |       |       |
|  | 5B               | Foz Cataratas    | 1                | 2                |                |             |                  |                  |                  |  |           |            |            |            |  |        |       |       |       |       |       |
|  | 5B               | Foz Cataratas    | 1                | 2                |                | Corinthians | 2                | 3                |                  |  |           |            |            |            |  |        |       |       |       |       |       |
|  |                  |                  |                  |                  |                | Corinthians | 2                | 3                |                  |  |           |            |            |            |  |        |       |       |       |       |       |
|  |                  | Carlos Barbosa   | 2                | 2                |                |             |                  |                  |                  |  |           |            |            |            |  |        |       |       |       |       |       |
|  | 2B               | Carlos Barbosa   | 2                | 2                | Carlos Barbosa | 1           | 1(4)             |                  |                  |  |           |            |            |            |  |        |       |       |       |       |       |
|  | 2B               |                  |                  |                  | Carlos Barbosa | 1           | 1(4)             |                  |                  |  |           |            |            |            |  |        |       |       |       |       |       |
|  | 4C               | Joaçaba          | 1                | 1(1)             |                |             |                  |                  |                  |  |           |            |            |            |  |        |       |       |       |       |       |

## Final

#### Primeiro jogo
| 13 de dezembro | Corinthians | 1-1 | Magnus     | Ginásio Poliesportivo Wlamir Marques,São Paulo |
| 18:00          | Deives 18'  |     | Charuto 4' |                                                |

#### Segundo jogo
| 20 de dezembro | Magnus                      | 3-0       | Corinthians | Arena Sorocaba, Sorocaba |
| 13:15          | Rodrigo · Rodrigo · Marinho | Relatório |             |                          |

## Premiação
| Liga Nacional de Futsal de 2020   |
| São Paulo                         |
| --------------------------------- |
| Magnus Futsal Campeão (2º título) |

## Classificação geral
| Pos | Equipes        | Pts | J  | V  | E | D | GP | GC | SG  | Classificação ou eliminação     |
| --- | -------------- | --- | -- | -- | - | - | -- | -- | --- | ------------------------------- |
| 1   | Magnus         | 54  | 20 | 17 | 3 | 0 | 75 | 28 | 47  | Campeão                         |
| 2   | Corinthians    | 33  | 20 | 9  | 6 | 5 | 59 | 43 | 16  | Vice-campeão                    |
| 3   | Joinville      | 36  | 18 | 11 | 3 | 4 | 51 | 28 | 23  | Eliminados nas semifinais       |
| 4   | Tubarão        | 30  | 18 | 8  | 6 | 4 | 35 | 33 | 2   | Eliminados nas semifinais       |
| 5   | Pato Futsal    | 27  | 16 | 8  | 3 | 5 | 49 | 41 | 8   | Eliminados nas quartas de final |
| 6   | Carlos Barbosa | 24  | 16 | 6  | 6 | 4 | 33 | 29 | 4   | Eliminados nas quartas de final |
| 7   | Cascavel       | 20  | 16 | 4  | 8 | 4 | 27 | 31 | -4  | Eliminados nas quartas de final |
| 8   | Praia Clube    | 19  | 16 | 5  | 4 | 7 | 36 | 44 | -8  | Eliminados nas quartas de final |
| 9   | Umuarama       | 20  | 14 | 5  | 5 | 4 | 27 | 26 | 1   | Eliminados nas oitavas de final |
| 10  | Atlântico      | 19  | 14 | 5  | 4 | 5 | 30 | 33 | -3  | Eliminados nas oitavas de final |
| 11  | Minas          | 18  | 14 | 4  | 6 | 4 | 42 | 42 | 0   | Eliminados nas oitavas de final |
| 12  | São José       | 17  | 14 | 4  | 5 | 5 | 35 | 40 | -5  | Eliminados nas oitavas de final |
| 13  | Joaçaba        | 16  | 14 | 3  | 7 | 4 | 29 | 29 | 0   | Eliminados nas oitavas de final |
| 14  | Campo Mourão   | 14  | 14 | 3  | 5 | 6 | 25 | 29 | -4  | Eliminados nas oitavas de final |
| 15  | Foz Cataratas  | 14  | 14 | 3  | 5 | 6 | 22 | 28 | -6  | Eliminados nas oitavas de final |
| 16  | Assoeva        | 13  | 14 | 4  | 1 | 9 | 27 | 44 | -17 | Eliminados nas oitavas de final |
| 17  | Marreco        | 12  | 12 | 4  | 0 | 8 | 24 | 28 | -4  | Eliminados na fase de grupos    |
| 18  | Intelli        | 12  | 12 | 3  | 3 | 6 | 24 | 32 | -8  | Eliminados na fase de grupos    |
| 19  | Jaraguá        | 11  | 12 | 2  | 5 | 5 | 24 | 27 | -3  | Eliminados na fase de grupos    |
| 20  | Blumenau       | 9   | 12 | 2  | 3 | 7 | 19 | 32 | -13 | Eliminados na fase de grupos    |
| 21  | Brasília       | 5   | 12 | 1  | 2 | 9 | 18 | 44 | -26 | Eliminados na fase de grupos    |